# Ylvie Runggaldier
Ylvie Runggaldier (20 marzo 1976) è un'ex sciatrice alpina italiana.

## Biografia
Specialista delle prove veloci originaria di Ortisei, in Coppa del Mondo la Runggaldier esordì il 15 gennaio 1994 a Cortina d'Ampezzo in supergigante (55ª) e ottenne il miglior piazzamento il 20 gennaio 1996 nella medesima località in discesa libera (40ª). Il 18 dicembre 1997 conquistò ad Altenmarkt-Zauchensee in discesa libera l'ultimo podio in Coppa Europa (3ª) e il 18 gennaio 1998 prese per l'ultima volta il via in Coppa del Mondo, nelle medesime località e specialità (43ª); si ritirò al termine di quella stessa stagione 1997-1998 e la sua ultima gara fu uno slalom speciale juniores disputato il 16 aprile a Sestriere. Non prese parte a rassegne olimpiche o iridate. È moglie di Alan Perathoner e madre di Max, a loro volta sciatori alpini.

## Palmarès

### Coppa Europa
- 1 podio (dati dalla stagione 1994-1995):
  - 1 terzo posto

### Far East Cup
- 1 podio (dati dalla stagione 1994-1995):
  - 1 terzo posto

### Campionati italiani
- 1 medaglia[2]:
  - 1 bronzo (discesa libera nel 1997)